# So I’m a Spider, So What?
So I’m a Spider, So What? (jap. 蜘蛛ですが、なにか？ Kumo desu ga, nani ka?) – seria light novel napisana przez Okinę Babę i zilustrowana przez Tsukasę Kiryu. Początkowo była publikowana jako powieść internetowa w serwisie Shōsetsuka ni narō. Następnie została przejęta przez wydawnictwo Fujimi Shobō, które wydawało ją jako light novel od grudnia 2015 do stycznia 2022 pod imprintem Kadokawa Books.
Na jej podstawie powstała manga oraz serial anime wyprodukowany przez studio Millepensee, który emitowano od stycznia do lipca 2021.

## Fabuła
W wyniku walki między bohaterem a władcą demonów ogromne zaklęcie czasoprzestrzenne uderzyło w klasę pewnego japońskiego liceum, zabijając wszystkich w niej przebywających. Jednakże wszyscy znajdujący się w niej uczniowie zostali reinkarnowani w innym świecie. Podczas gdy garstka z nich miała szczęście stać się rodziną królewską, szlachtą i innymi wpływowymi ludźmi, jedna dziewczyna nie miała tyle szczęścia. Odrodzona jako pająk, najsłabszy rodzaj potwora występujący w lochach, zmuszona jest doświadczyć ekstremalnych przeciwności losu. Mimo to, uzbrojona wyłącznie w ludzką wiedzę i wszechogarniające pozytywne nastawienie, kontynuuje walkę z istotami znacznie silniejszymi od siebie.

## Light novel
Seria autorstwa Okiny Baby pierwotnie ukazywała się jako powieść internetowa w serwisie Shōsetsuka ni narō, począwszy od 27 maja 2015. Następnie została nabyta przez wydawnictwo Fujimi Shobō, które wydało ją jako light novel z ilustracjami autorstwa Tsukasy Kiryu pod imprintem Kadokawa Books. Pierwszy tom ukazał się 10 grudnia 2015, natomiast ostatni 8 stycznia 2022.
| Nr  | Data wydania (język japoński) | ISBN (język japoński)  |
| --- | ----------------------------- | ---------------------- |
| 1   | 10 grudnia 2015               | ISBN 978-4-04-070829-4 |
| 2   | 10 marca 2016                 | ISBN 978-4-04-070849-2 |
| 3   | 9 lipca 2016                  | ISBN 978-4-04-070942-0 |
| 4   | 8 października 2016           | ISBN 978-4-04-072062-3 |
| 5   | 10 lutego 2017                | ISBN 978-4-04-072186-6 |
| 6   | 9 czerwca 2017                | ISBN 978-4-04-072325-9 |
| 7   | 10 października 2017          | ISBN 978-4-04-072482-9 |
| 8   | 10 marca 2018                 | ISBN 978-4-04-072483-6 |
| 9   | 10 lipca 2018                 | ISBN 978-4-04-072792-9 |
| 10  | 10 stycznia 2019              | ISBN 978-4-04-072794-3 |
| 11  | 10 lipca 2019                 | ISBN 978-4-04-072795-0 |
| 12  | 10 stycznia 2020              | ISBN 978-4-04-072795-0 |
| 13  | 10 lipca 2020                 | ISBN 978-4-04-073699-0 |
| Ex  | 10 grudnia 2020               | ISBN 978-4-04-073564-1 |
| 14  | 9 stycznia 2021               | ISBN 978-4-04-073926-7 |
| 15  | 10 grudnia 2021               | ISBN 978-4-04-074354-7 |
| 16  | 8 stycznia 2022               | ISBN 978-4-04-074356-1 |
| Ex2 | 10 lutego 2023                | ISBN 978-4-04-074852-8 |

## Manga
Adaptacja w formie mangi autorstwa Asahiro Kakashiego ukazuje się w magazynie internetowym „Young Ace Up” wydawnictwa Kadokawa Shoten od 22 grudnia 2015.
| Nr | Data wydania (język japoński) | ISBN (język japoński)  |
| -- | ----------------------------- | ---------------------- |
| 1  | 9 lipca 2016                  | ISBN 978-4-04-104551-0 |
| 2  | 3 grudnia 2016                | ISBN 978-4-04-104885-6 |
| 3  | 9 czerwca 2017                | ISBN 978-4-04-105646-2 |
| 4  | 29 grudnia 2017               | ISBN 978-4-04-106395-8 |
| 5  | 10 lipca 2018                 | ISBN 978-4-04-107058-1 |
| 6  | 10 stycznia 2019              | ISBN 978-4-04-107061-1 |
| 7  | 10 lipca 2019                 | ISBN 978-4-04-107059-8 |
| 8  | 3 marca 2020                  | ISBN 978-4-04-108936-1 |
| 9  | 10 października 2020          | ISBN 978-4-04-109922-3 |
| 10 | 9 kwietnia 2021               | ISBN 978-4-04-109923-0 |
| 11 | 9 listopada 2021              | ISBN 978-4-04-112021-7 |
| 12 | 7 października 2022           | ISBN 978-4-04-112966-1 |
| 13 | 10 lipca 2023                 | ISBN 978-4-04-113909-7 |

## Anime
6 lipca 2018 ogłoszono, że seria otrzyma adaptację w formie anime. Jeszcze tego samego dnia potwierdzono, że będzie to serial telewizyjny. Pierwotnie premiera była zaplanowana na 2020 rok, jednakże została przesunięta na styczeń 2021 z powodu pandemii COVID-19. 24-odcinkowa seria została zanimowana przez studio Millepensee i wyreżyserowana przez Shina Itagakiego. Scenariusz napisali Okina Baba i Yūichirō Momose, postacie zaprojektowała Kii Tanaka, muzykę skomponował Shūji Katayama, a za produkcję odpowiadał Jōtarō Ishigami. Anime było emitowane od 8 stycznia do 3 lipca 2021 w AT-X i innych stacjach. Prawa do dystrybucji poza Azją nabył Crunchyroll. Ostatni odcinek został opóźniony z powodu problemów produkcyjnych i wyemitowany tydzień później, 3 lipca 2021.

### Ścieżka dźwiękowa
| Nr             | Tytuł                                                              | Wykonawcy     | Źródło   |
| Czołówka       | Czołówka                                                           | Czołówka      | Czołówka |
| -------------- | ------------------------------------------------------------------ | ------------- | -------- |
| 1              | „keep weaving your spider way”                                     | Riko Azuna    | [ 40 ]   |
| 2              | „Bursty Greedy Spider”                                             | Konomi Suzuki | [ 43 ]   |
| Napisy końcowe |                                                                    |               |          |
| 1              | „Ganbare! Kumoko-san no Theme” (jap. がんばれ！蜘蛛子さんのテーマ) | Aoi Yūki      | [ 40 ]   |
| 2              | „Genjitsu totsugeki Hierarchy” (jap. 現実凸撃ヒエラルキー)         | Aoi Yūki      | [ 43 ]   |